# Parque nacional de Côn Đảo
El parque nacional de Con Dao es un área natural de la reserva en las islas de Côn Đảo, Provincia de Ba Ria-Vung Tau, Vietnam.

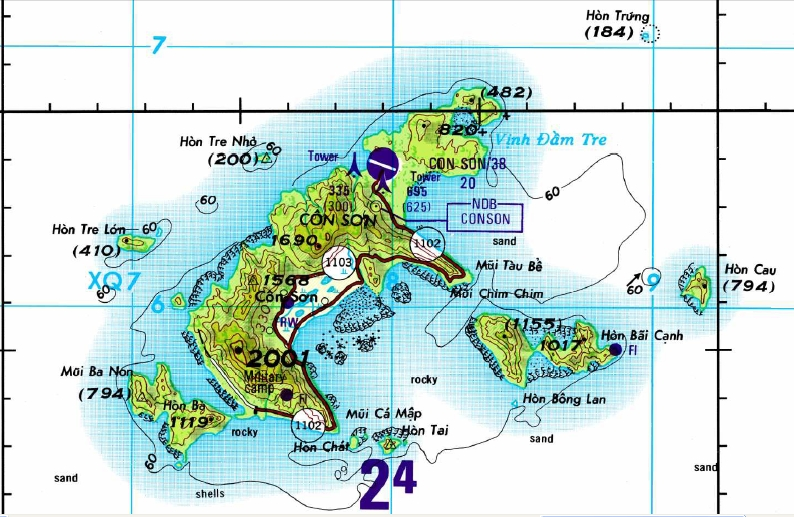
Islas de Con Dao.

El parque incluye una parte de la isla y del mar circundante. El parque nacional se caracteriza por un ecosistema diverso. Muchas especies de corales y de tortuga del mar se encuentran aquí.
En 2006, una delegación de los representantes de la Unesco Vietnam estudió la zona y concluyó que este parque podría ser considerado una herencia natural-cultural del mundo.
- Datos: Q1258339